# كأس الجامعة التونسية للكرة الطائرة للرجال 2021–22
كأس الجامعة التونسية للكرة الطائرة للرجال 2021–22 هو الموسم رقم 2 من كأس الجامعة التونسية للكرة الطائرة للرجال.
فاز بهذا الموسم سعيدية سيدي بوسعيد إثر فوزها في النهائي على المولدية الرياضية ببوسالم بنتيجة ثلاث أشواط لصفر تفصيلها (26/28 و 23/25 و 19/25) في المباراة التي جمعت الفريقين يوم 1 أبريل 2022 في القاعة الرياضية بوهيمة برادس، وتشرف على تنظيمها الجامعة التونسية للكرة الطائرة.

## روابط خارجية
- الموقع الرسمي للجامعة التونسية للكرة الطائرة.